# Pungu maclareni
Pungu maclareni är en fiskart som först beskrevs av Ethelwynn Trewavas 1962.  Pungu maclareni ingår i släktet Pungu och familjen Cichlidae. IUCN kategoriserar arten globalt som akut hotad. Inga underarter finns listade i Catalogue of Life.